# Gematigde bossen van Richmond
De gematigde bossen van Richmond (Engels: Richmond temperate forests) vormen een ecoregio van gematigde bossen in het noordoosten van het Zuidereiland in Nieuw-Zeeland. 

## De ecoregio
Dit gebied omvat de bergvalleien van de Kaikoura Ranges met de 2880 meter hoge Mount Tapuaenuku, terwijl in het zuiden de met beukenbossen begroeide Spencer Range ligt. In het noorden en oosten bevindt zich open land dat afdaalt naar de Marlborough Sounds, gelegen in het uiterste noorden van het Zuidereiland. De brede valleien van de rivieren Wairau en Awatere verdelen de regio.
In het noordelijke uiteinde van het Zuidereiland vertakt de Great Alpine Fault zich in verschillende kleinere breuklijnen. Hierdoor ontstaan een reeks parallelle berg- of heuvelketens die divers van karakter zijn en gescheiden worden van elkaar door diep ingesneden rivierdalen. In het westen bevinden zich de ruige Kaikoura Ranges, die de hoogste bergtoppen hebben in de ecoregio. Deze bergketen heeft koude en droge winters en het landschap wordt gekenmerkt door velden met graspollen (tussock land), aan vorst, dooi en wind blootgestelde hellingen (fellfields) en grote open gebieden bedekt met puin. De omliggende heuvels en laaglanden nabij dit gebergte waren ooit bedekt met bossen en moerassen, maar deze zijn verdwenen door natuurbranden en drooglegging of hebben plaats moeten maken voor graslanden en dennenbossen. De in het zuiden liggende Spencer Range vertoont tekenen van de IJstijd, waaronder U-vormige valleien en met meren gevulde trogdalen.

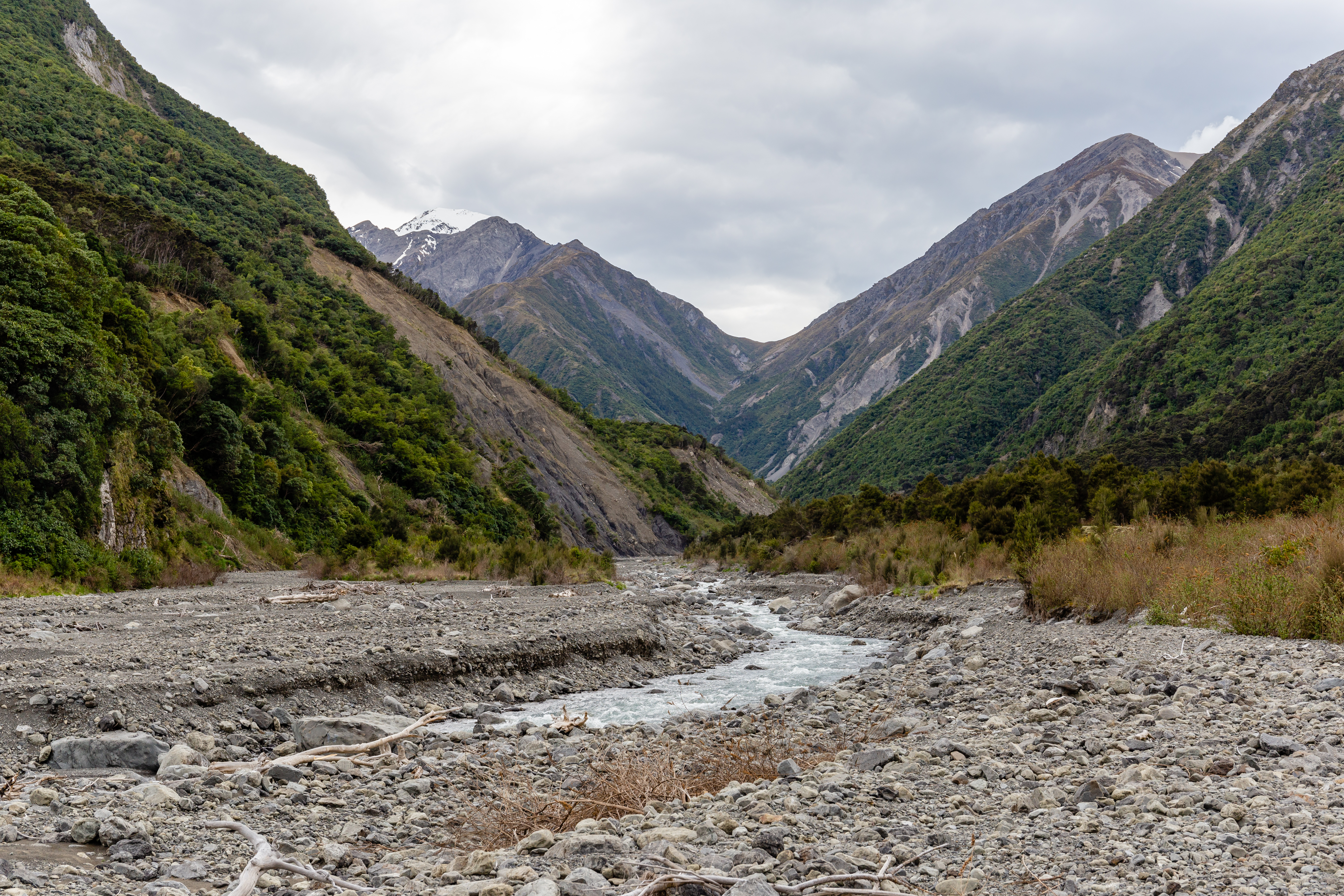
Stroombedding van de Kowhai en puinvlakte in de Kaikoura Ranges

Ten noorden en oosten van de brede Wairau- en Awatere-valleien zijn de bergen minder ruig dan voornoemde bergketens. De onderliggende rotsen zijn een complexe mix van zandsteen, siltsteen, leisteen en ultramafisch gesteente. Een band van ultramafisch gesteente, die zich uitstrekt door de Richmond Range, creëert ongewoon onvruchtbare bodems met lage niveaus van sommige mineralen zoals kalium en hoge concentraties magnesium, ijzer en nikkel. Deze omstandigheden maken het voor de meeste planten moeilijk om hier te groeien en degenen die dat wel doen, zijn meestal onvolgroeid en schaars verspreid.
De valleien, beschut door de omliggende heuvels en bergen, zijn vaak droog. De gemiddelde jaarlijkse neerslag die hier valt ligt tussen 600 mm en 700 millimeter. De zomers zijn hier heet en de winters koel. De gemiddelde maximumtemperatuur in de zomer is bijna 24 C en de gemiddelde minimumtemperatuur in de winter is 1,6 C. De alluviale bodems en het riviergrind in de valleien waren ooit bedekt met korte graspollen, thans zijn ze beplant met boomgaarden en wijngaarden. Kenmerkend in dit gebied zijn de vlechtende rivieren, waar veel geërodeerd grind ligt en die een verhoogde rivierbedding hebben. Deze vlechtende rivieren worden zeer gewaardeerd door de boeren en fruittelers in de regio voor irrigatie.
Het heuvelland aan de noordkant van de Richmond Range en Bryant Range helt naar beneden en de zee is de valleien binnengestroomd om de Marlborough Sounds en de afgelegen eilanden te vormen. De buitenste sounds worden blootgesteld aan de harde wind en volle zee vanaf Straat Cook, terwijl de binnenste sounds meer beschut zijn.

## Flora
De inheemse bossen op de heuvels en bergkammen worden gedomineerd door Nothofagus-soorten. De soorten Nothofagus fusca (red beech) en Nothofagus menziesii (silver beech) begroeien de lagere, warmere, vruchtbaardere plaatsen, terwijl Nothofagus truncata (hard beech) groeit op minder vruchtbare plaatsen op dezelfde lagere hoogten. Op steilere hellingen tot aan de boomgrens groeien Nothofagus cliffortioides (mountain beech) en in de nattere gebieden ook Nothofagus menziesii. Bossen met coniferen (podocarpen) en loofbomen beperken zich tot enkele beschutte plaatsen en plekken langs de kust. Veel soorten bereiken hier hun zuidelijke grens, vooral die van subtropische oorsprong zoals de kohekohe (Dysoxylum spectabile). Boven de boomgrens bevinden zich velden met pollenvormende grassen en kruiden, waar de grassoort Chionochloa pallens gemeenschappen vormt met een verscheidenheid aan kruiden en alpenplanten. In de drogere en hogere bergen in het oosten hebben soorten uit de geslachten Raoulia en Haastia zich ontwikkeld tot planten met kenmerkende wollige, kussenachtige vormen.
De ecoregio kent een verscheidenheid aan klimaatvariaties, landvormen, geologische gesteldheden en bodems. Als gevolg hiervan zijn er veel opmerkelijke endemische plantensoorten. Verschillende locaties herbergen unieke of ongebruikelijke planten- en dierengemeenschappen. Op de mineraalrijke bodems van Nelson groeien plantensoorten die voorkeur geven aan serpentijnrijke grond zoals de zeggesoort Carex uncifolia. Veel plantensoorten zijn beperkt tot dergelijke bodems, met zo'n 21 soorten die beperkt zijn tot de ultramafische zones in de bergen en heuvels rond Nelson en Marlborough, zoals Myosotis laeta en bepaalde soorten uit de geslachten Craspedia en Geranium.
Zowel de Kaikoura Range als het zuidelijke deel van Marlborough hebben een groot aantal plantensoorten die groeien in hooggelegen gebieden. Van 46 soorten is bekend dat ze endemisch zijn. De zeer beweeglijke en schijnbaar grondloze puinhellingen van de Kaikoura Range en het binnenland van Marlborough herbergen een aantal bijzondere planten, waaronder Ranunculus haastii, Notothlaspi rosulatum en Rachelia glaria. Deze planten hebben uitgebreide wortelstelsels en zachte stengels die hen helpen te overleven in deze onstabiele omgeving.
De droge valleien in de regenschaduw tussen de verschillende bergketens bevatten enkele van de zeldzaamste endemische planten van Nieuw-Zeeland. De kustboom Carmichaelia muritai is bijvoorbeeld beperkt tot enkele bosrestanten langs de kust, terwijl minder dan 40 exemplaren van een plantensoort uit het geslacht Cheesemania worden gevonden op kalksteenontsluitingen in de Chalk Range in het zuiden van Marlborough.

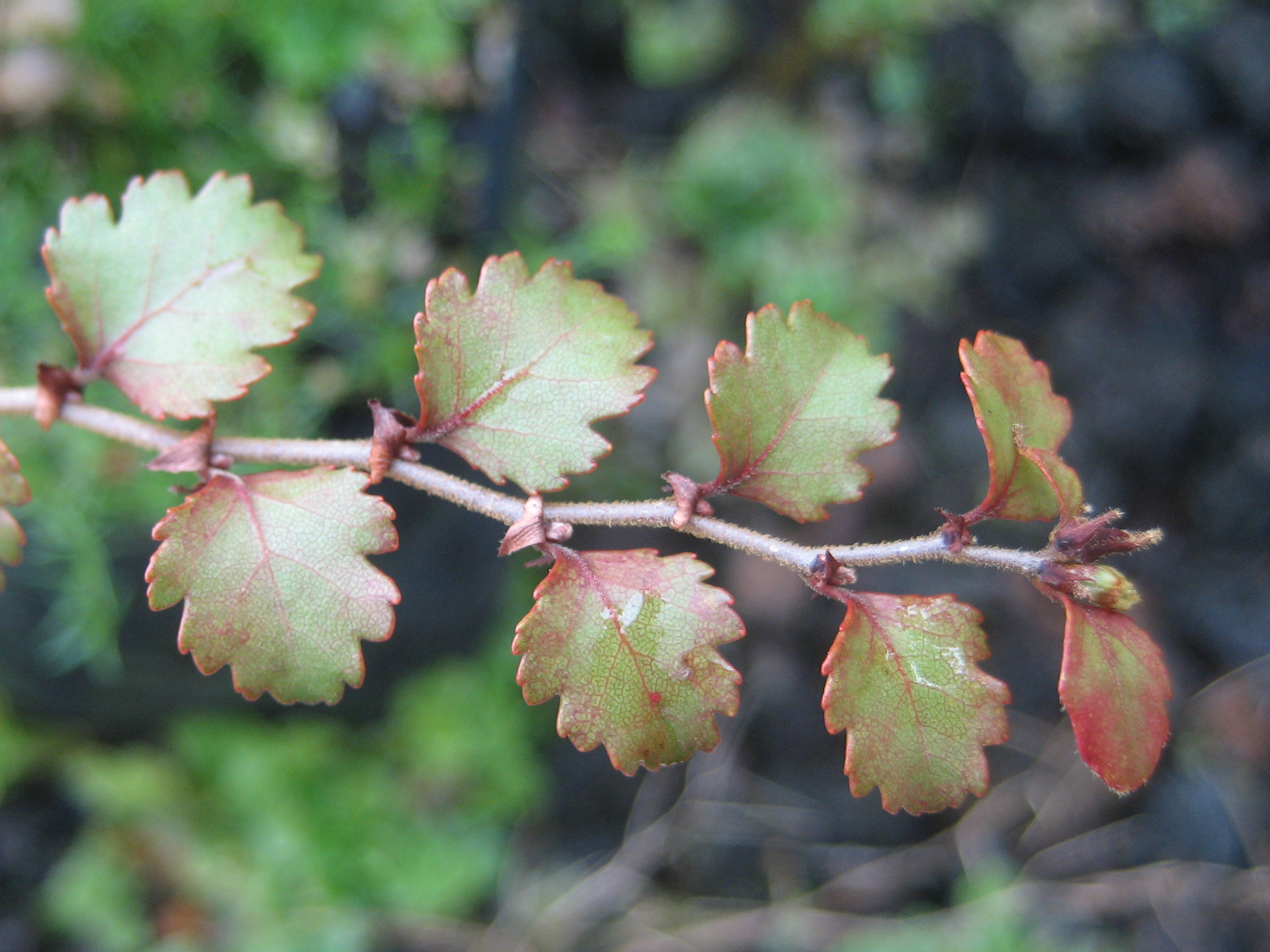
Nothofagus fusca
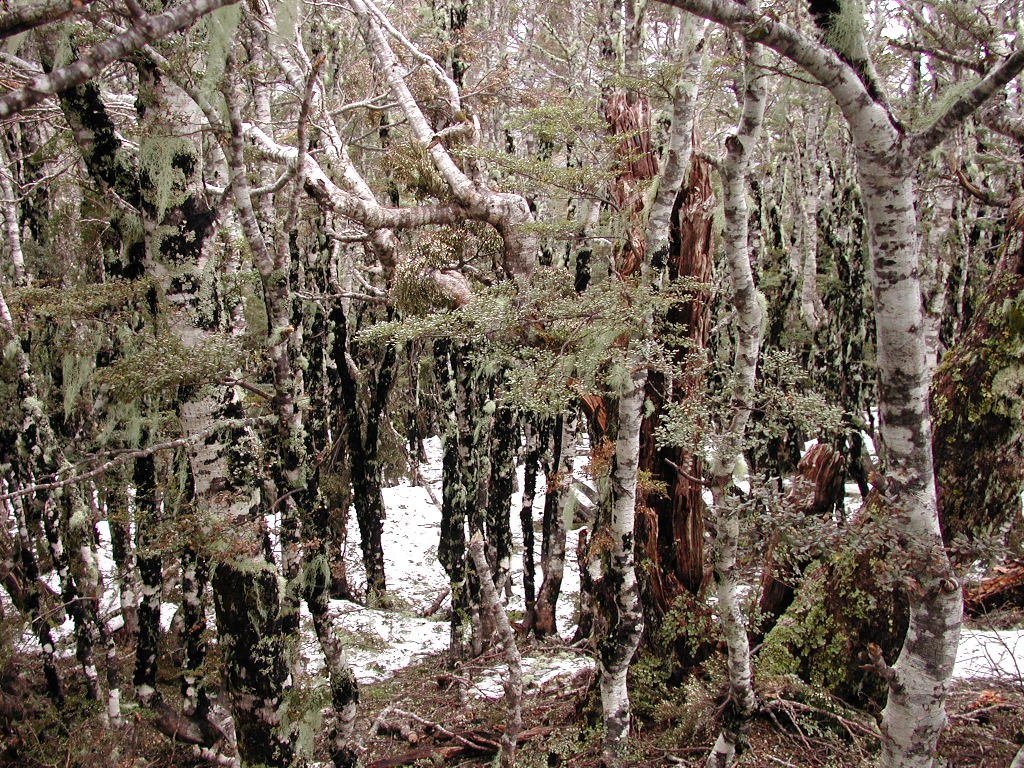
Nothofagus menziesii
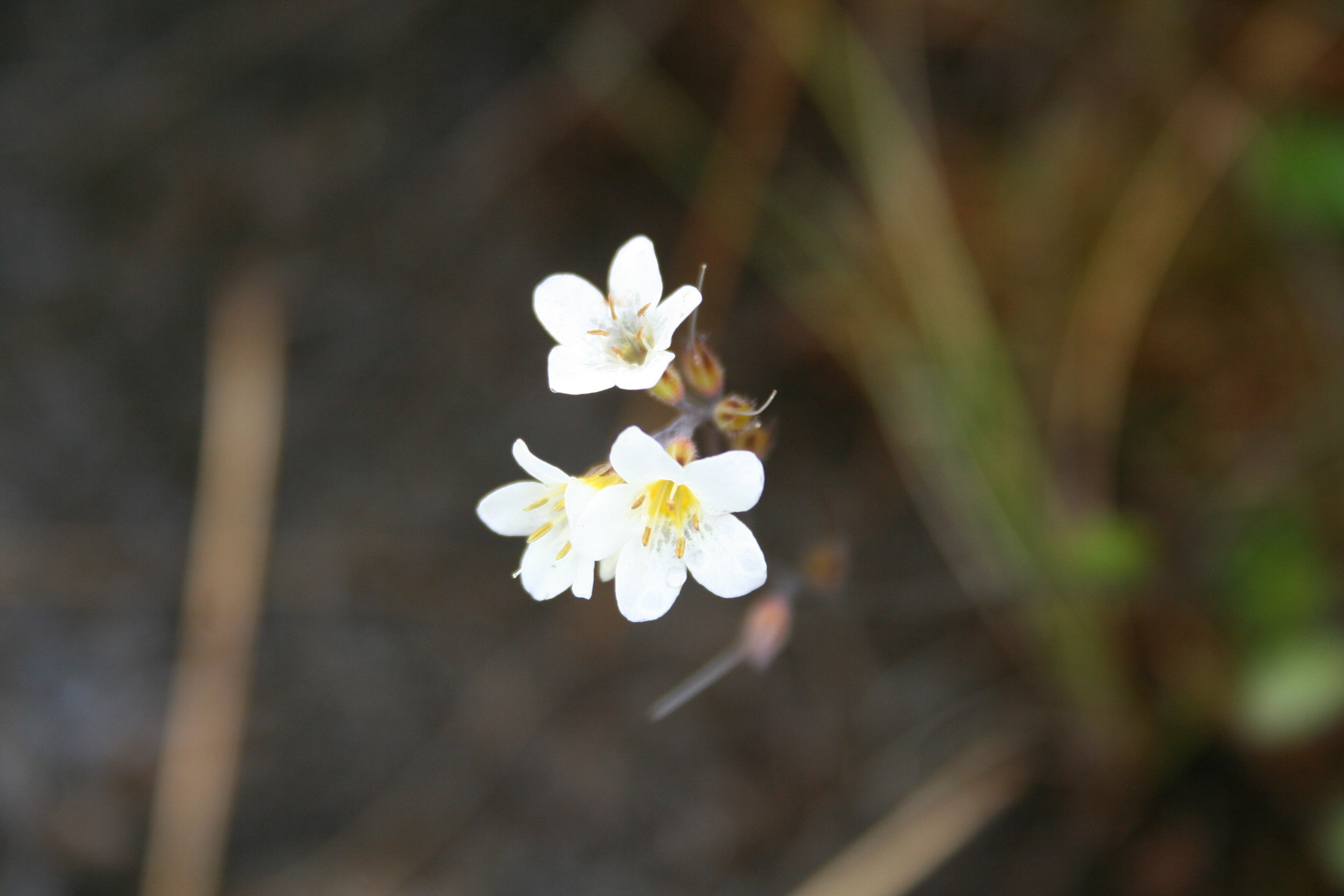
Myosotis laeta
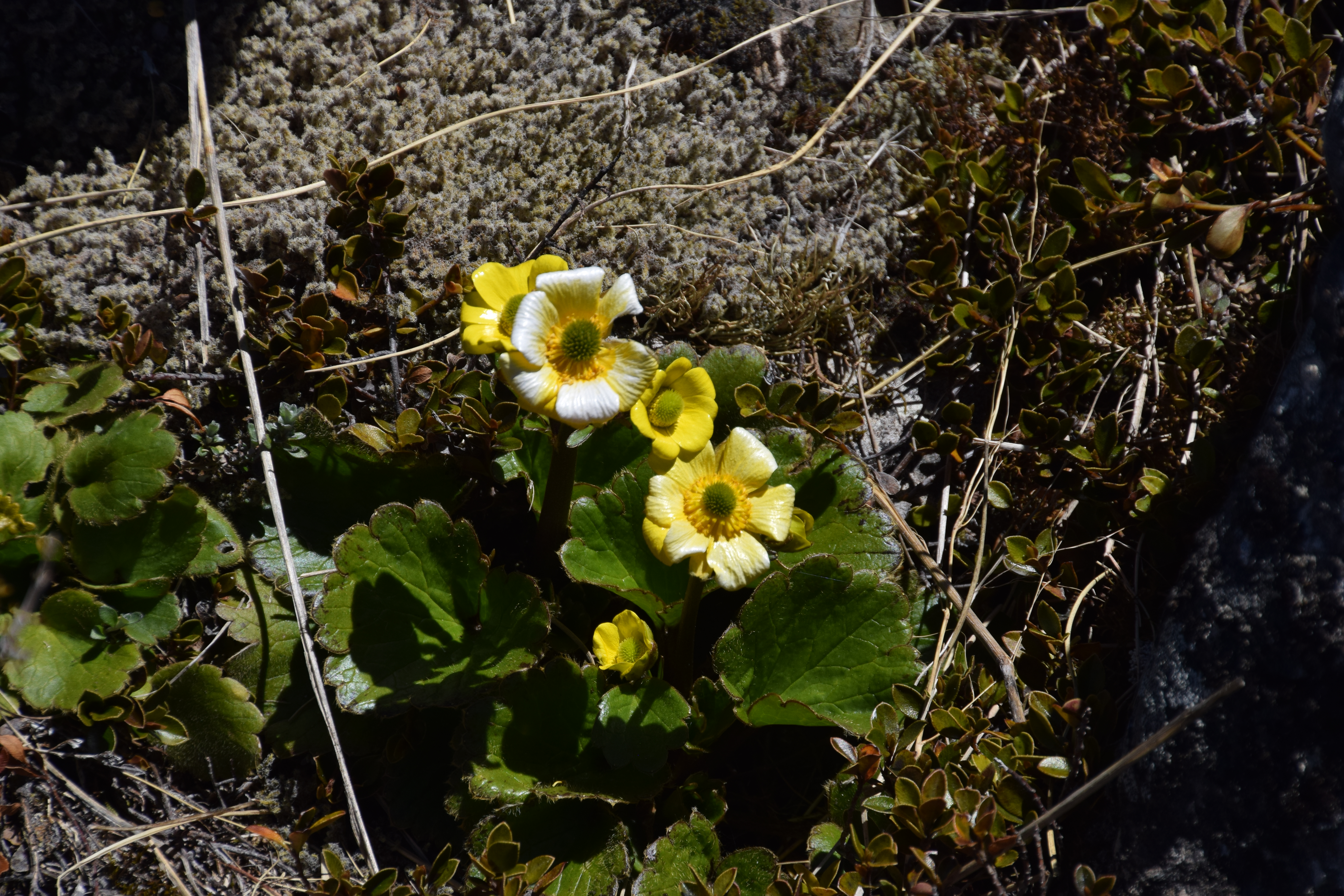
Ranunculus haastii
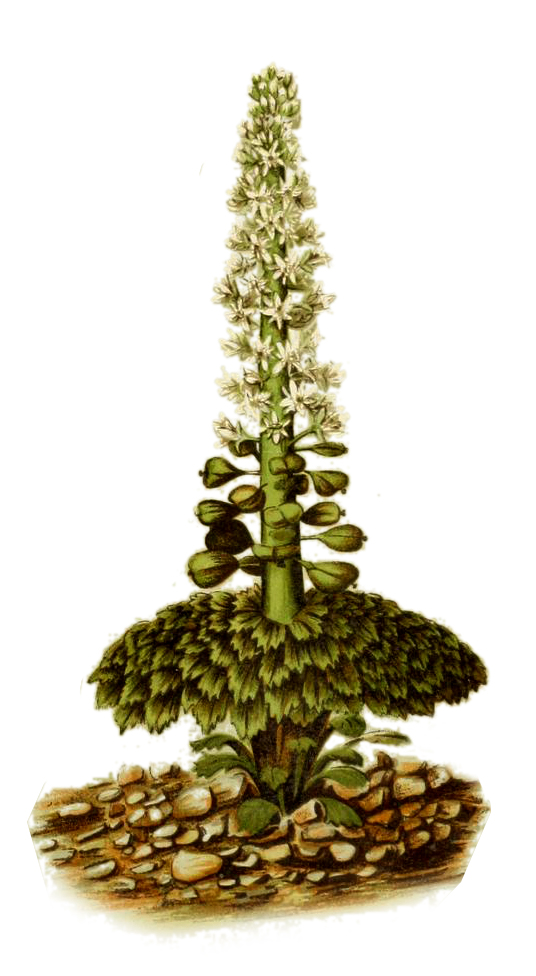
Notothlaspi rosulatum
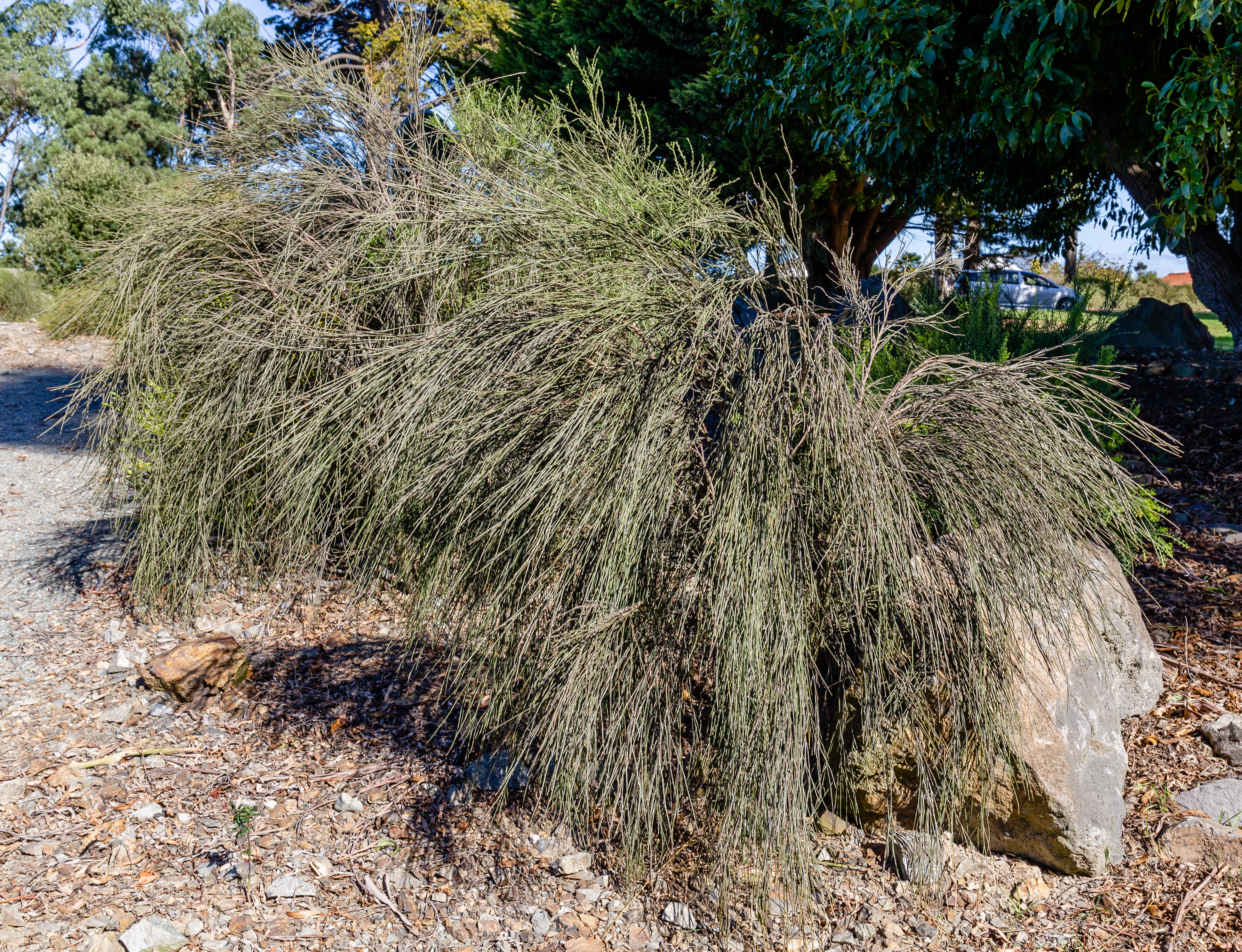
Carmichaelia muritai

## Fauna
Naast endemische plantensoorten kent de ecoregio ook endemische diersoorten. In de graslanden en fellfields komt de soort Hoplodactylus kahutarae voor, de enige in hooggebergten voorkomende gekkosoort van Nieuw-Zeeland, en verder de skinkensoort Oligosoma waimatense en vier soorten gigantische weta's, waaronder Deinacrida parva en Deinacrida elegans die tot 55 millimeter kunnen groeien. Het meer zeewaarts gelegen Kaikoura Range is ook de enige broedplaats op het vasteland van Nieuw-Zeeland van de met uitsterven bedreigde Huttons pijlstormvogel (Puffinus huttoni), die broedt tussen sneeuwpollen op hoogtes van 1200 tot 1800 meter boven zeeniveau.
De Marlborough Sounds en overige eilanden langs de noordkust zijn belangrijk wat betreft inheemse planten- en diersoorten. Stephens Island (Takapourewa) en Maud Island zijn bijvoorbeeld de enige plaatsen waar de endemische kikkersoort Leiopelma hamiltoni voorkomt. Deze kikkersoort uit de familie Leiopelmatidae kent geen kikkervisjesstadium. Andere eiland-geïsoleerde soorten zijn de brughagedissoorten Sphenadon punctatus en Sphenadon punctatus, die voorkomen op eilandengroep The Brothers.

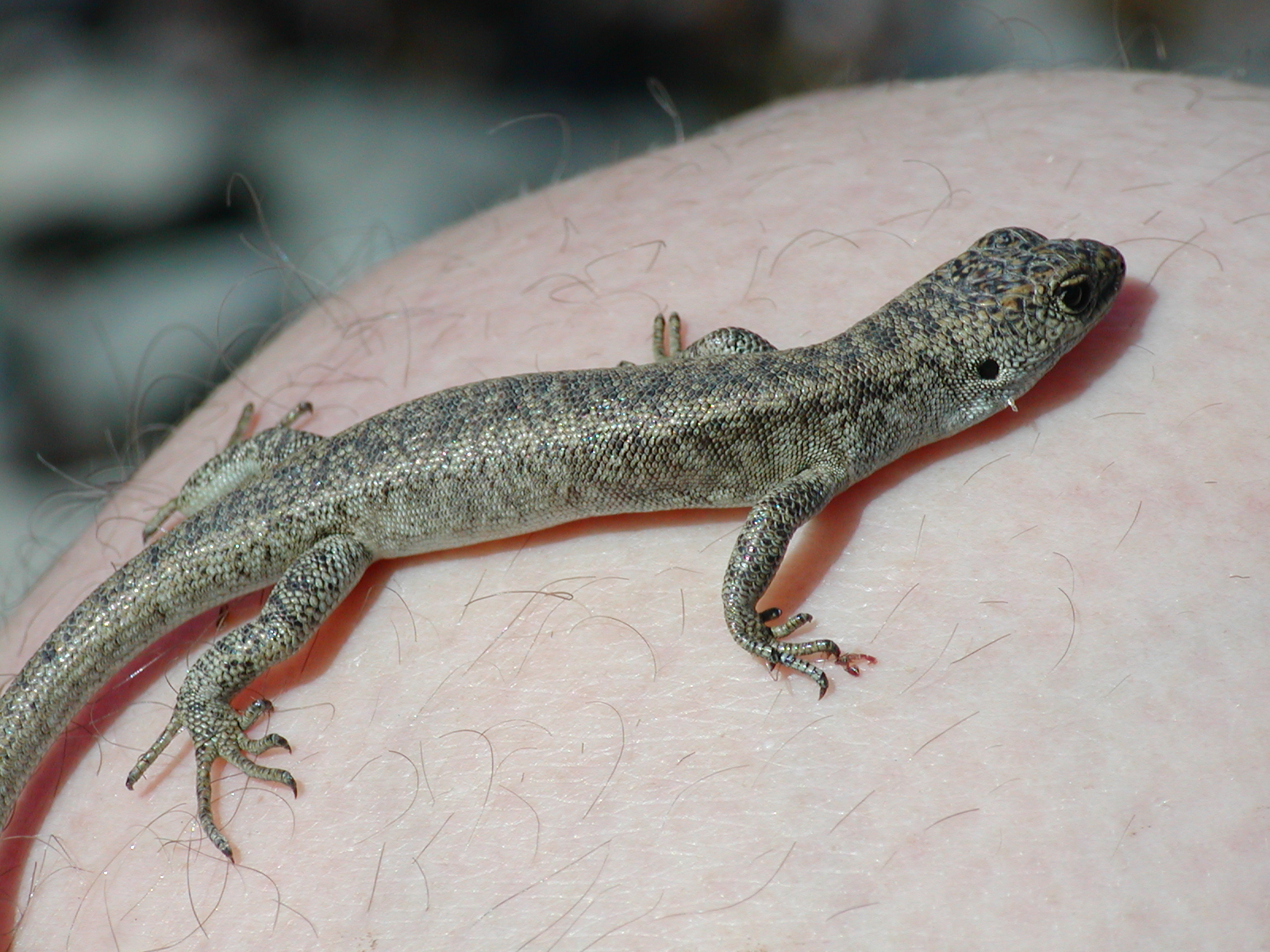
Oligosoma waimatense
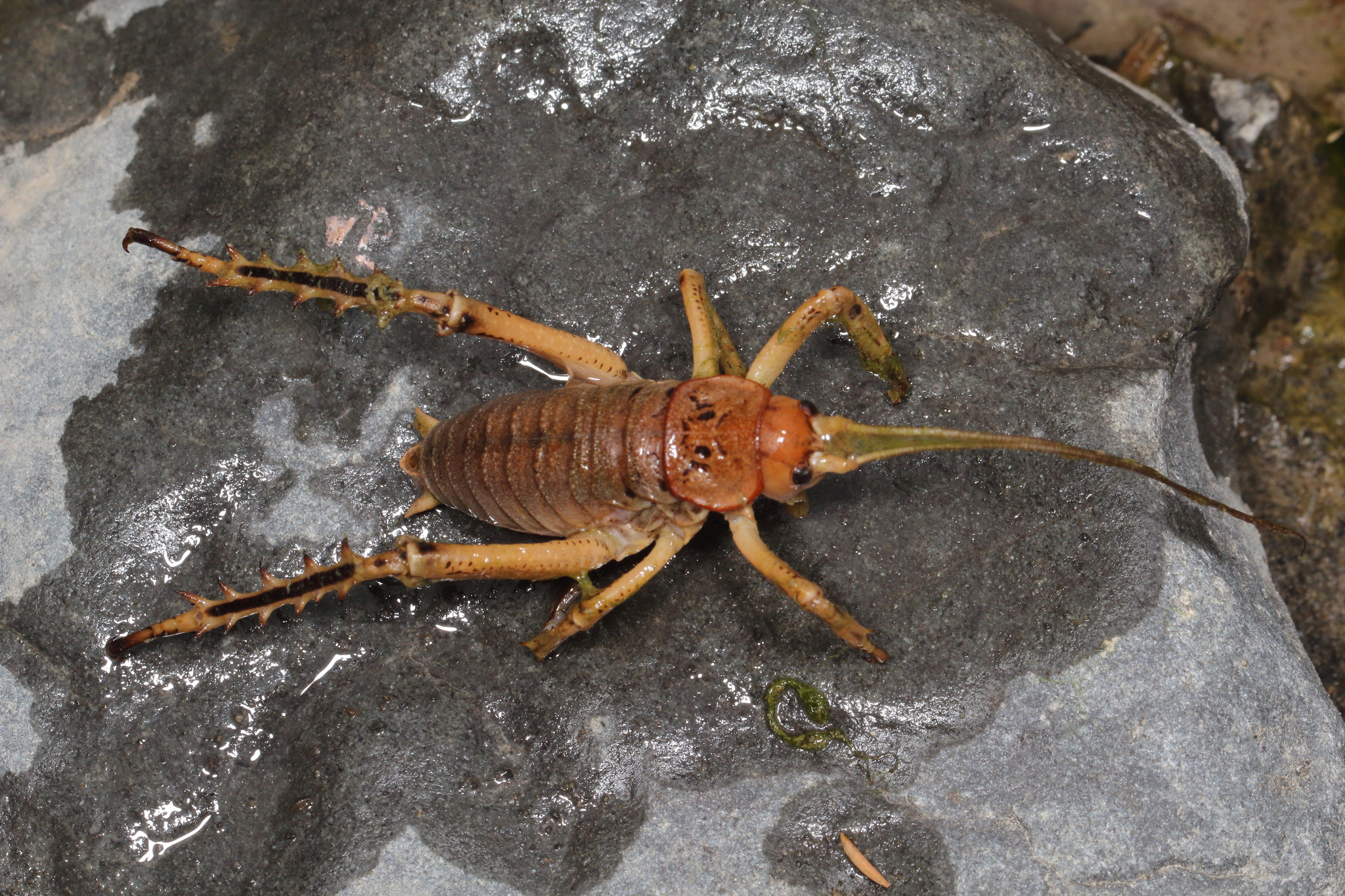
Deinacrida parva
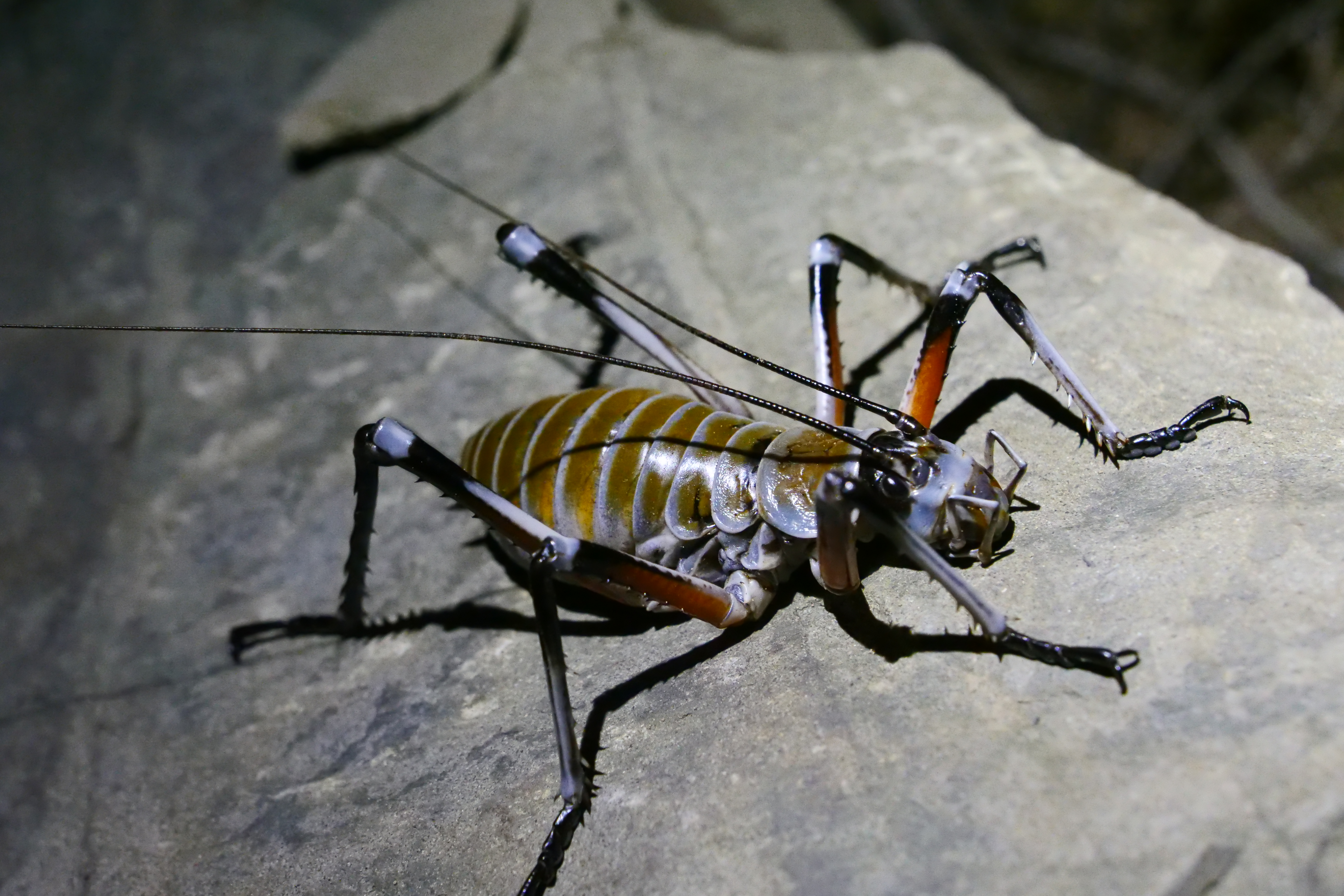
Deinacrida elegans
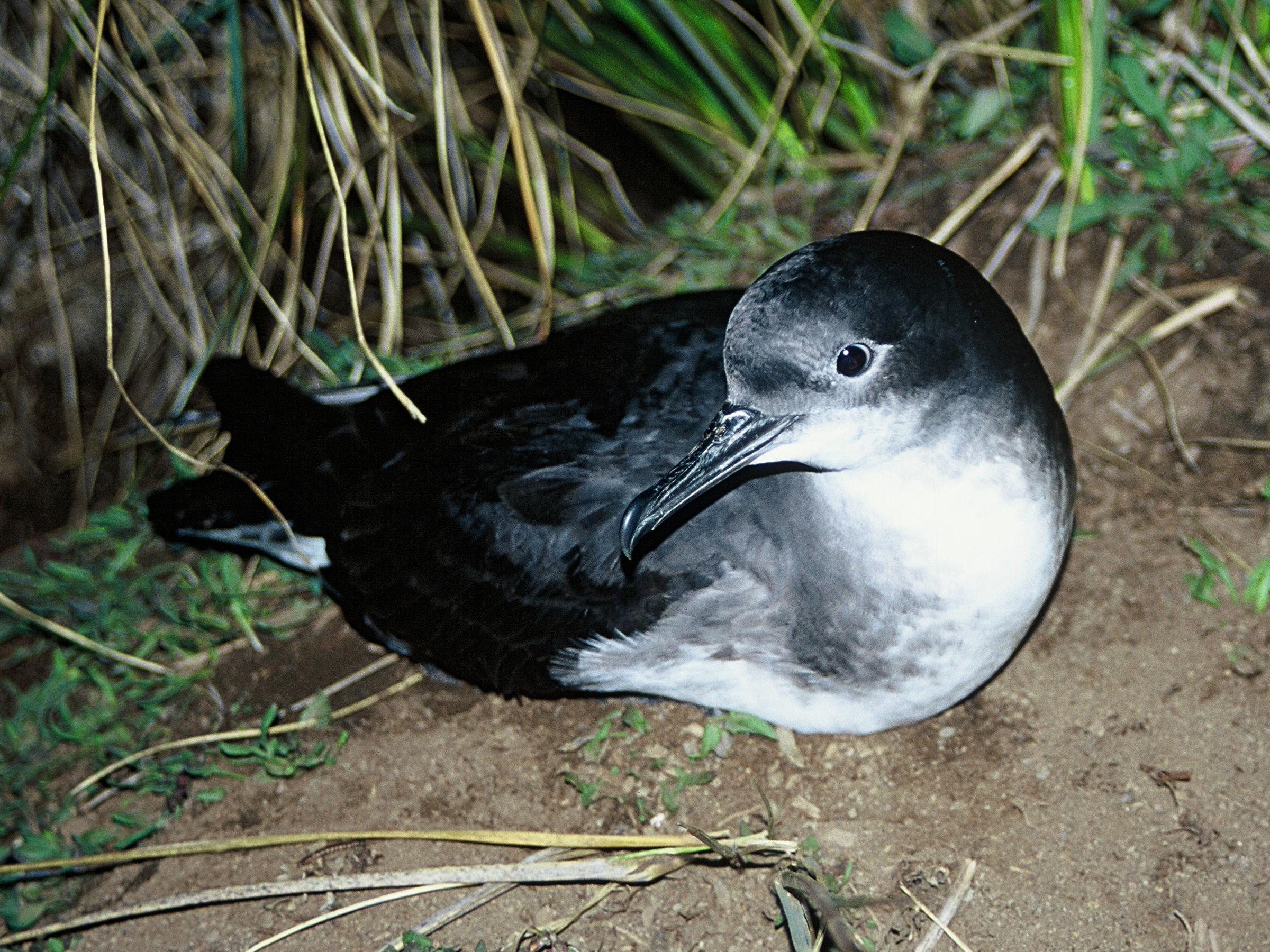
Huttons pijlstormvogel
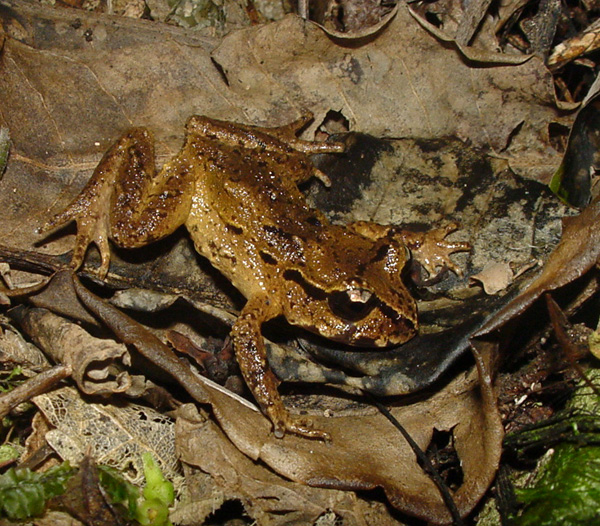
Leiopelma hamiltoni
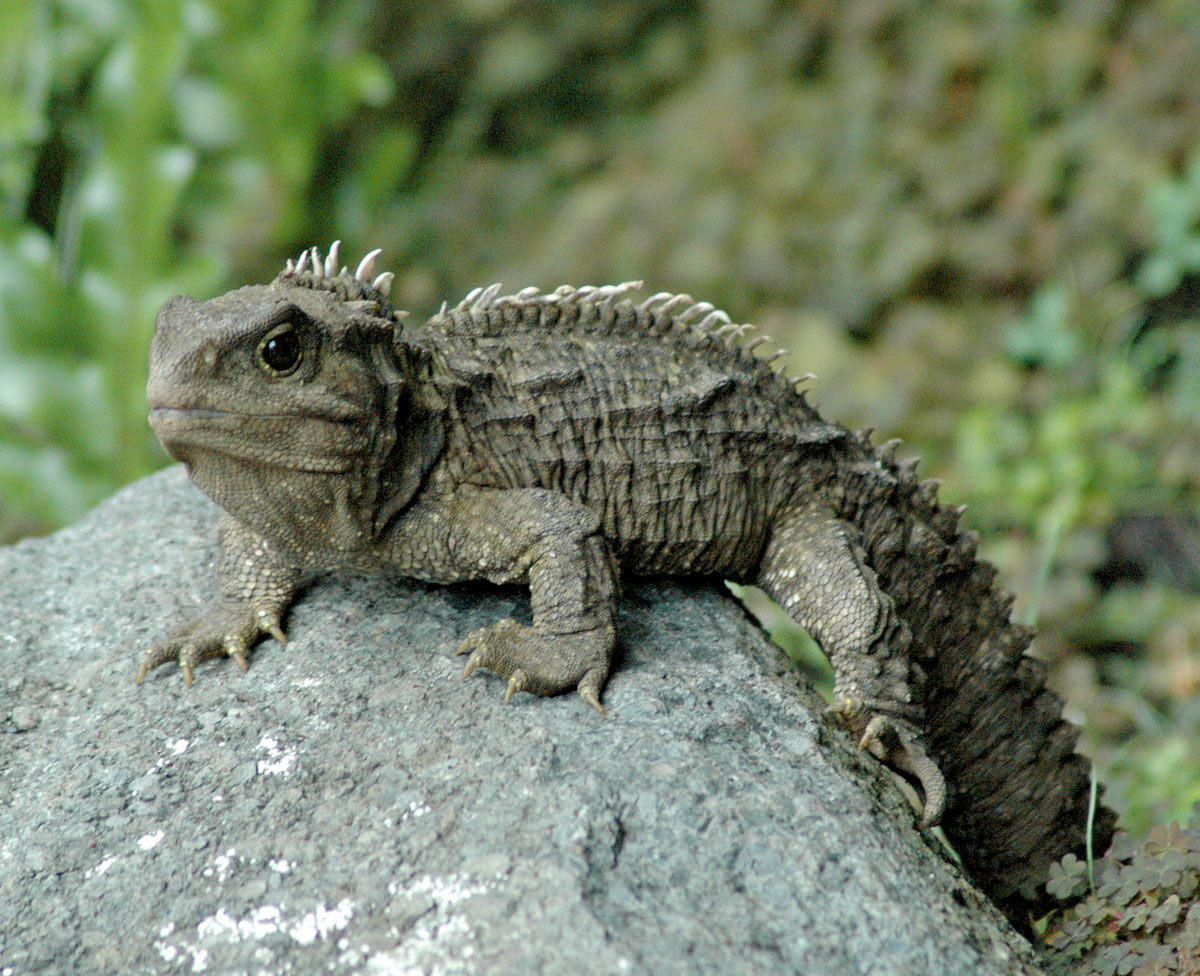
Sphenadon punctatus